# 말임씨를 부탁해
말임씨를 부탁해(Take Care of My Mom)는 2022년에 개봉한 대한민국의 영화이다.
2021년에 제작된 박경목 감독의 연출작으로, 드라마 장르의 영화이며 배우 김영옥 등이 주연으로 출연하였다. 
알려진 다른 영화 제목으로는 엄마를 부탁해, 우리 엄마를 부탁해가 있다.

## 등장인물
- 김영옥 : 말임 역
- 김영민 : 종욱 역
- 박성연 : 미선 역
- 김혜나 : 유진 역
- 최서연 : 유이 역
- 심소영 : 동숙 역
- 김재록 : 부동산 사장 역
- 김하진 : 미용실 사장 역
- 이주미 : 미용실 단골 역
- 이지영 : 미용실 단골 역
- 김수정 : 미용실 단골 역
- 이양희 : 유진 부 역
- 박선옥 : 유진 모 역
- 이경미 : 유진 동생 수진 역
- 김예슬 : 유진 은행 동료 역
- 김한상 : 은행 항의 고객 역
- 정서인 : 정형외과 입원실 환자 역
- 채윤희 : 정형외과 고참 환자 역
- 김봉희 : 미선 모 역
- 임강희 : 미선 모 담당 의사 역
- 최정원 : 미선 모 병원 환자 역
- 김준석 : 미선 모 병원 환자 아들 역
- 곽용 : 미선 모 병원 원무과 직원 역
- Paul Kirby : 종욱 구직 면접관 역
- 이미선 : 종욱 구직 면접관 역
- 이미정 : 간병인센터 실장 역
- 이현주 : 요양병원 상담실장 역
- 최자인 : 요양병원 입원환자 역
- 김태백 : 옥매트 행사MC 역
- 윤준협 : 옥매트 행사도우미 역
- 서은 : 유진 친구 은행원 역
- 손예원 : 대구 은행원 역
- 이세아 : 보험공단 직원 역
- 김희윤 : 커피숍 사장 역
- 곽민준 : 말임 담당의(신경정신과) 역
- 반혜영 : 신경정신과 환자 딸 역
- 송성주 : 버스운전기사 역
- 박준완 : 버스 승객 역
- 정보미 : 여중생들 역
- 김경언 : 여중생들 역
- 정윤소 : 여중생들 역
- 김노아 : 발레학원 원생들 역
- 김단아 : 발레학원 원생들 역
- 박재희 : 발레학원 원생들 역
- 도혜진 : 발레학원 엄마들 역
- 이경진 : 발레학원 엄마들 역
- 최우리 : 발레학원 엄마들 역
- 도경진 : 태극당 손님들 역
- 권수민 : 태극당 손님들 역
- 박소망 : 태극당 손님들 역
- 조준호 : 태극당 손님들 역
- 금지혜 : 태극당 손님들 역
- 조성인 : 바닷가 가족 역
- 정인숙 : 바닷가 가족 역
- 조재희 : 바닷가 가족 역
- 조산희 : 바닷가 가족 역

- 이정은 : 보험공단 선임직원 역 (우정출연)
- 김영재: 말임 담당의(정형외과) 역 (우정출연)
- 정성일 : 옥매트 판매 지부장 역 (우정출연)

- 루비 : 하루 역 (동물출연)